# Generalstab

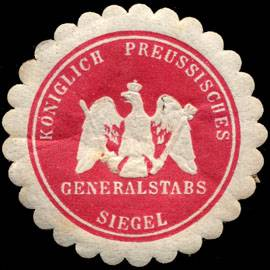
Sigill för den Kungliga Preussiska generalstaben.

Generalstab är i många länder benämningen på den högsta militära operativa staben för landets krigsmakt. 
Generalstab har traditionellt fram till 1900-talet främst avsett en arméstab. Generalstaben i Preussens armé var stilbildande för många staters militärer. 

## Finland
I Finland var Generalstaben en militär operativ stab som inrättades 1918 och senare ingick i Huvudstaben fram till dess omorganisering 1993.

## Sverige
I Sverige upphörde Generalstaben 1937, varvid uppgifterna övertogs av främst Försvarsstaben, Arméstaben och Generalstabskåren.

### Svenska generalstabschefer
- 1873–1881: Hugo Raab
- 1882–1885: Axel Ryding
- 1885–1892: Axel Rappe (tillförordnad 1882–1885)
- 1892–1895: Ernst von der Lancken (tillförordnad)
- 1895–1899: Carl Warberg (tillförordnad)
- 1899: Knut Gillis Bildt (tillförordnad)
- 1899–1905: Axel Rappe
- 1905–1919: Knut Gillis Bildt
- 1919–1922: Lars Tingsten
- 1922–1930: Carl Gustaf Hammarskjöld
- 1930–1933: Bo Boustedt
- 1933–1937: Oscar Nygren